# Geografia urbana
A Geografia urbana é um ramo da Geografia que estuda as áreas urbanas e seus processos de produção do espaço urbano. Ou seja: enquanto fenômeno geográfico, a urbanização se apresenta como um conjunto de processos coordenados pela ação humana e cuja complexidade exige grande aprofundamento dos pesquisadores com vistas a compreender como a cidade se produz e reproduz, como compreende um todo ao mesmo tempo homogêneo e heterogêneo (os espaços urbanos são, de modo geral, facilmente reconhecíveis na paisagem, porém cada espaço urbano apresenta suas especificidades, particularidades e singularidades), como as pessoas se inserem e são inseridas neste espaço, acompanhando também os diferentes modos produtivos e as diferentes urbanizações que produzem e todas as diferenciações de apropriação do espaço urbano que ocorrem sob determinadas lógicas socioespaciais, produzindo assim tecidos urbanos que se complexificam à medida que são aprofundadas as relações produtivas no espaço.
É considerada um campo da Geografia humana. Porém, para o desenvolvimento de estudos de Geografia urbana eficazes e que melhor apreendam os fenômenos urbanos, outros campos da Geografia, como a Geomorfologia, a Pedologia, a Geologia, assim como outras ciências tais como Sociologia, Antropologia e Economia podem ser consultados.
A sucessão dos tempos faz com que diversas lógicas sobrepostas estejam presentes em um mesmo espaço. Há lógicas dominantes, mas estas possuem uma historicidade, intensidade e duração. Cada nova lógica encontrará a resistências de todas as outras anteriores que ainda conseguirem deixar rastros físicos.
"A cidade é uma sucessão de tempos desiguais" dita por Milton Santos onde esta sucessão de tempos desiguais que permite falar em diferentes fases de crescimento urbano. Fases estas que acompanham a evolução da economia do respectivo país em que se encontram, moldando desta forma a sua rede urbana consoante o grau de desenvolvimento atingido.
A Geografia Urbana está ligada diretamente ao processo de desenvolvimento de uma cidade, onde podemos observar vários aspectos físicos que ao longo do tempo foi modificado pelo homem, por sua ação direta na natureza. O que antes era um lugar de grande vegetação está dando espaço a grandes construções. A Geografia Urbana está ligado a todos os processos de transformações que ocorrem no meio urbano.

## Sítio de posição
A Posição (ou situação) refere-se à localização da cidade à escala regional relativamente aos outros núcleos de povoamento ou às vias de comunicação, estando assim intimamente ligada à função original da cidade. Este liga-se facilmente às facilidades de comunicação, muitas vezes há cidades próximas de rios importantes ou na confluência destes (tais como Nova Iorque, Nova Orleães, Frankfurt).
A importância da função administrativa e comercial justifica a escolha de sítios bem colocados na rede de transportes, tais como encruzilhada de caminhos, pontos de rotura de carga (que precisam de transbordo), portos e locais de atravessamento de rios (como por exemplo quando existe uma ilha).
Posição implica centralidade, pelo que muitas vezes são criadas novas cidades capitais cuja principal causa é a centralidade, pois há valorização de um território num espaço central e desvalorização das periferias. Aconteceu no Brasil (Brasília), Espanha (Madrid), Nigéria.
As características físicas são muito importantes para a implantação e o desenvolvimento das cidades, contudo com o passar do tempo estas características podem-se ir relativizando. Este pode estar relacionado com a função, mas são as razões práticas que têm maior influência.
Costuma estar ligado a sítios alcandorados, por questões defensivas do ponto de vista bélico mas também pode ser devido à proteção contra inundações. Devido às dificuldades de acesso, os sítios alcandorados apresentam um certo isolamento que compromete o crescimento da povoação, sendo que muitas vezes este acaba por ser abandonado porque não corresponde às necessidades ou pode ser completamente transformado ou em situações extremas pode mesmo ser abandonado.
Muitas vezes os sítios deslocam-se para os arrabaldes por estes corresponderem melhor às necessidades das cidades.
Características tidas em conta:
- Geológicas e topográficas – geralmente está associado a um local de maior altitude (função de defensiva – sítios alcandorados) ou pela riqueza do solo
- Microclimáticas – junto de um rio, e quando numa colina era na vertente soalheira, proteção dos ventos. No caso português costumam ser escolhidas as margens direitas dos rios porque as encostas são mais soalheiras. Na margem esquerda desenvolvem-se os subúrbios (caso da Amadora, Barreiro, Vila Nova de Gaia)
- Facilidade de abastecimento, disponibilidade de materiais de construção.

Exemplos de sítios:
- Drumlin – colina que é uma elíptica alongada (Dublin)
- Ås – superfície de rocha dura (Estocolmo)